# Jalalpur Jattan
Jalalpur Jattan é uma cidade do Paquistão localizada na província de Punjab.